# Synallaxe de Wyatt
Asthenes wyatti
Espèce
Statut de conservation UICN

 LC  : Préoccupation mineure
Le Synallaxe de Wyatt (Asthenes wyatti) est une espèce d'oiseaux de la famille des Furnariidae.

## Répartition et sous-espèces
Selon la classification de référence du Congrès ornithologique international (version 14.2, 2025) :
- A. w. wyatti (Sclater & Salvin, 1871) — nord de la Colombie ;
- A. w. sanctaemartae Todd, 1950 — sierra Nevada de Santa Marta ;
- A. w. phelpsi Chesser, 2016 — serranía de Perijá ;
- A. w. mucuchiesi Phelps & Gilliard, 1941 — Andes vénézueliennes ;
- A. w. aequatorialis (Chapman, 1921) — centre de l'Équateur ;
- A. w. azuay (Chapman, 1923) — sud de l'Équateur et nord du Pérou ;
- A. w. graminicola (Sclater, 1874) — est du Pérou ;
- A. w. punensis (Berlepsch & Sztolcman, 1901) — ouest de la Bolivie ;
- A. w. cuchacanchae (Chapman, 1921) — Andes boliviennes
- A. w. lilloi (Oustalet, 1904) — nord-ouest de l'Argentine ;
- A. w. sclateri (Cabanis, 1878) — sierras de Córdoba ;
- A. w. brunnescens Nores & Yzurieta, 1983 — sierras de San Luis (es) (Argentine)